# NGC 2485
NGC 2485 é uma galáxia espiral (Sa) localizada na direcção da constelação de Canis Minor. Possui uma declinação de +07° 28' 39" e uma ascensão recta de 7 horas, 56 minutos e 48,7 segundos.
A galáxia NGC 2485 foi descoberta em 25 de Março de 1864 por Albert Marth.